# Vénus Khoury-Ghata
Vénus Khoury-Ghata (* 23. prosince 1937, Bšarré) je francouzsko-libanonská spisovatelka. V roce 1959 se stala Miss Bejrút. Vzala si francouzského lékaře Jeana Ghatu. Do arabštiny překládala časopis Europe, který vedl Louis Aragon. Od roku 1972 žije v Paříži, publikovala řadu románů a sbírek poezie.

## Život a dílo
Pochází z malé horské vesnice Bšarré ve středu Libanonu, jejíž prostředí silně ovlivnilo i její tvorbu. Její matka byla prostá negramotná žena, otec byl křesťanský teolog, který se živil jako arabsko-francouzský tlumočník. Od něj zřejmě pochází láska Khoury-Ghatové k francouzštině a k biblickému symbolismu.
Jako dítě si vedla deník, kde snila o životě v bohatství. Její sny se splnily, když se v 18 letech stala Miss Bejrút a manželství ji zajistilo přístup do bejrútských vyšších kruhů. Život v pozlátku ji ale záhy přestal naplňovat, obrátila se k vnitřnímu zdroji svého života – k poezii.
Debutovala sbírkou Les visages inachevés (Nedokončené tváře) v roce 1966. Ve sbírce psané ve francouzštině je cítit silný vliv arabské básnické tradice. V roce 1972, po svém druhém sňatku s lékařem Jeanem Ghatou, se přestěhovala do Paříže.
Pro její tvorbu je významné téma smrti, které se objevuje v souvislosti s libanonskou občanskou válkou (ta vrcholila v letech 1975–1976) a se smrtí jejího manžela v roce 1981.

## Ocenění
- 1980 Cena Apollinaire za „Les ombres et leurs cris“
- 1987 Cena Mallarmé za „Un Faux pas du soleil“
- 1992 Hlavní cena Société des gens de lettres za „Fables pour un people d’argile”
- Cena Jules Supervielle za „Anthologie personnelle“
- Cena Baie des anges za „Le moine, l'ottoman et la femme du grand argentier“
- 2011 Goncourtova cena za poezii, za celoživotní dílo
- 2012 Cena za poezii Pierrette Micheloud za „Où vont les arbres?“